# Szikraforgácsolás

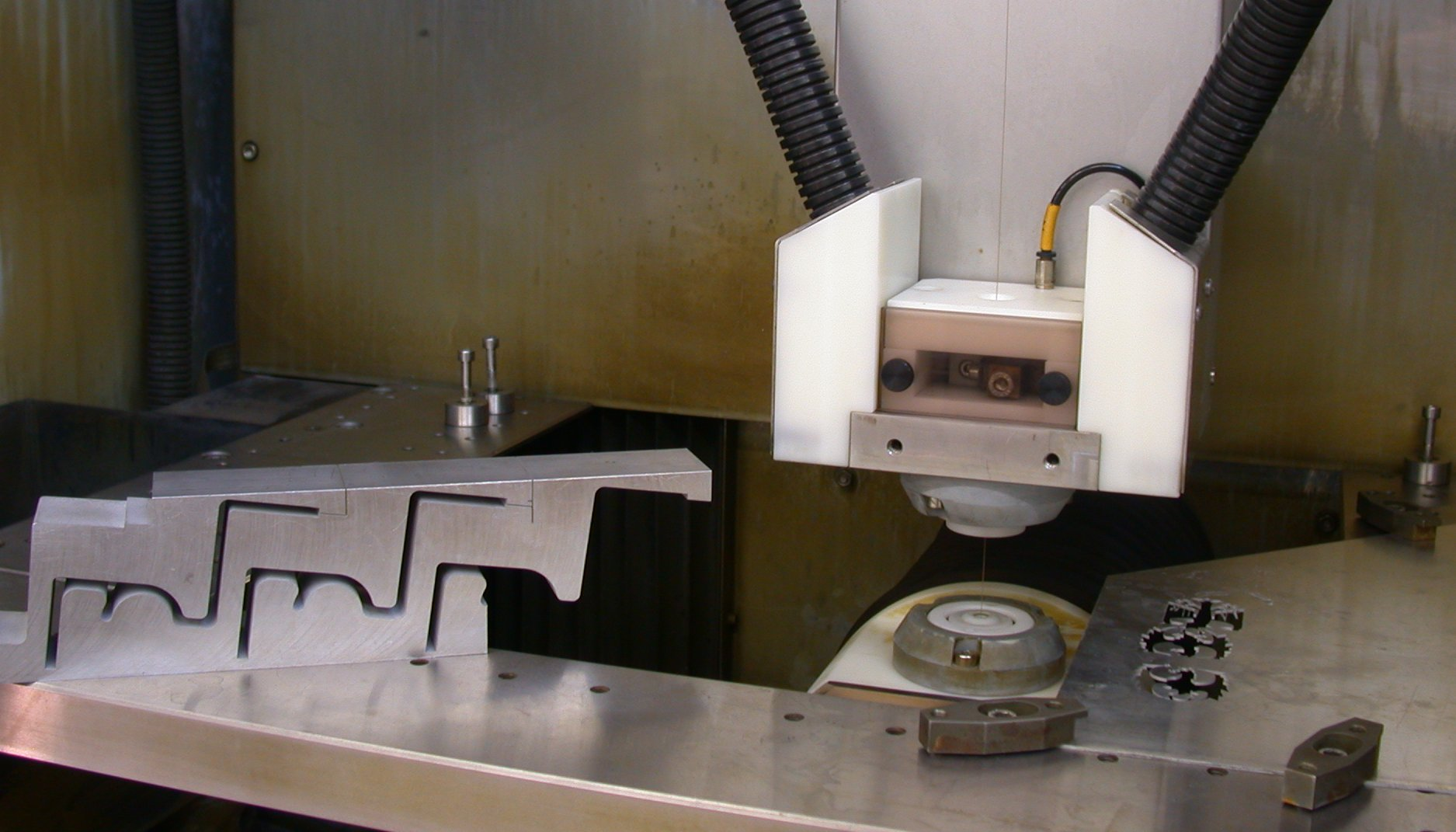
CNC-huzalos szikraforgácsoló gép, és a vele kivágott alakzat.

A szikraforgácsolás olyan fémforgácsolási technológia, ahol az elektróda és a munkadarab között szabályozott elektromos ívkisülések folyamata választja le a munkadarabról az anyagi részecskéket. Először nem folyik áram az elemek között, mert a dielektrikum szigetelőként működik. Ha a két felület közötti távolságot lecsökkentjük, egy bizonyos (nagyon kicsi) távolságban egy szikra létrejöttével megtörténik a kisülés. A kisülés során csökken a feszültség, és az áram jelentős hőmérséklet-emelkedést okoz a szikra becsapódási helyén. A hőfejlődés hatására a kis fémrészecskék megolvadnak és elpárolognak.Ha megszakítjuk az áramkört, a megolvadt anyag robbanásszerűen kihordódik a kráterből, a kisülési csatorna deionizálódik és egy kis kráter marad vissza. Ha több kisülést hozunk létre egymás után, nagyon sok egymáshoz közel lévő krátert kapunk, így az anyag felületén síkban tudjuk az anyagleválasztást megvalósítani.
Mindkét eljárás esetében (huzalos- és tömbös szikraforgácsolás) a kívánt eredményeknek megfelelően nagyon fejlett, vezérelt impulzus-generátorok alakítják át az elektromos hálózat energiáját. Napjaink berendezéseinek a teljesítménye extrémnek nevezhető: magas vágási és leválasztási teljesítmény, rendkívüli teljesítményű automatika, nagyon hosszú és ismétlődő megmunkálási ciklusok összefűzése és tárolása, valamint a megmunkálandó fémek végleges formájának és felületének  gyakorlatilag 100%-os felügyelete – a tükörsimától a nagyon durva felületig.

Azon kevés fémmegmunkálási technológiák közé tartozik, ahol a szerszám anyaga puhább, mint a vele megmunkálni kívánt anyagé. Síkbeli (2D-s) alakzatok kivágására, hajszálvékony furatok készítésére, illetve térbeli (3D-s) alakzatok készítésére használják. Tipikus alkalmazási területe a különböző kivágó és lyukasztó, műanyag fröccsöntés és a süllyesztéses kovácsolás szerszámainak (süllyesztékek) előállítása. Előnye, hogy pontos 3D-s alakzatok is megmunkálhatóak edzett acél és keményfémek esetén is, hátránya hogy a többi technológiához képest a megmunkálás sebessége lassú, illetve tömbös alakzatok kimunkálásánál szükséges a szerszám (elektróda) legyártása is.
Kicsit egyszerűbben: A szikraforgácsolás elve viszonylag egyszerű.
A munkadarabot és a szerszámot úgy helyezzük megmunkálási pozícióba, hogy azok ne érintkezzenek. Marad egy rés, amit „dielektrikummal” töltünk meg. A munkadarabot és a szerszámot egy kábellel rácsatlakoztatjuk egy áramforrásra.
Az áramkör tartalmaz még egy kapcsolót is. Ha a kapcsoló zárt állapotban van, akkor a munkadarab és a szerszám között feszültség keletkezik. Azon  a helyen, ahol az elektródatávolság a legkisebb, a fennálló feszültség elektromos mezőt hoz létre. Az elektromosan vezetőképes részecskék a mező irányába rendeződnek: létrejön egy híd. Ezen a részecskehídon keresztül – egy ún. gyújtási késedelem után – kialakul egy kisülési csatorna. A pozitív részecskék a negatív, a negatív részecskék a pozitív elektróda felé áramlanak. A nyomás és a hőmérséklet ekkor a legmagasabb. A kisülési csatorna kitágul, ami miatt a nyomás és hőmérséklet csökken. Olvadék jön létre. Az áramkör megszakítása megállítja a töltéssel rendelkező részecskék áramlását. A kisülési csatorna összeomlik. A kisülési csatorna összeomlása (implózió) az olvadék kihordásához vezet a kráterből.
A folyadékban visszamaradnak a fémszemcsék és egyéb bomlástermékek.

## Folyamat
A szerszámot (elektródát) a megmunkálandó anyaghoz 0,1-0,2 mm távolságra közelítik (szikraköz), és a köztük lévő elektromos feszültség következtében elkezdődik az ívkisülés, és ezáltal a munkadarab felületéről részecskék válnak le. A munkadarabot folyadék (dielektrikum) veszi körül, amely a leválasztott részecskék eltávolítását, a munkadarab és a szerszám hűtését és a szikrakialakulás egyenletességét hivatott szolgálni. A felületi minőséget elsősorban az impulzusáram határozza meg az egyéb technológiai paraméterek mellett.

## Típusai
- Huzalos: mint a nevéből is látszik huzallal végzik a forgácsolást síkbeli alakzatok kivágására. A huzal anyaga többnyire sárgaréz vagy különféle bevonattal ellátott huzal, vastagsága 0,02-0,33 mm. A dielektrikum általában ioncserélt víz. A huzalos szikraforgácsolásnál az anyagot egy különleges huzallal vágjuk. Ennek során a huzal egy előre programozott pályát fut be. A felső és alsó huzalvezetések független mozgatásával alámetszések vagy kúpos felületek alakíthatók ki a legnagyobb pontossággal és legfinomabb felületminőséggel. A huzalos szikraforgácsolásnál a formákat és kontúrokat általában CAM-rendszerekkel programozzuk, majd azokat automatikusan és magas fokú autonómiával (önállósággal) állítjuk elő.
- Tömbös (süllyesztékes): a forgácsolást ebben az esetben egy formára munkált tömb-szerszám végzi. A szerszám anyaga vörösréz vagy grafit, keményfémek esetén többnyire volfrám. A dielektrikum általában magas lobbanáspontú ásványi vagy szintetikus dielektrikum olaj. Tipikus alkalmazási területe a különböző fröccsöntő szerszámok előállítása. A tömbös szikraforgácsolásnál a kívánt formát egy térbeli elektródával képezzük le a munkadarabon. Az X-, Y-, Z- és C-tengelyek szimultán mozgatásával különböző formákat, süllyesztékeket és alámetszéseket hozunk létre, melyeket más megmunkálási módszerekkel nem tudunk kialakítani. A tömbös szikraforgácsolásnál a formát egy térbeli elektródával és a tér minden irányába történő bolygató mozgásokkal alakítjuk ki, az elektródák méretétől függetlenül és autonóm módon.

- Startlyukfúró: a szerszám (elektróda) általában 0,3 – 3 mm átmérőjű sárga- vagy vörösréz anyagú 300-400 mm hosszú csőelektróda, a folyamat során a kopása jelentős. Forgácsolás közben a szerszámot forgatják és közepén dielektrikumot folyatnak át, amely általában ioncserélt víz.
- Kombinált (pl. köszörüléssel, marással)